# Império do Espírito Santo de Toledo

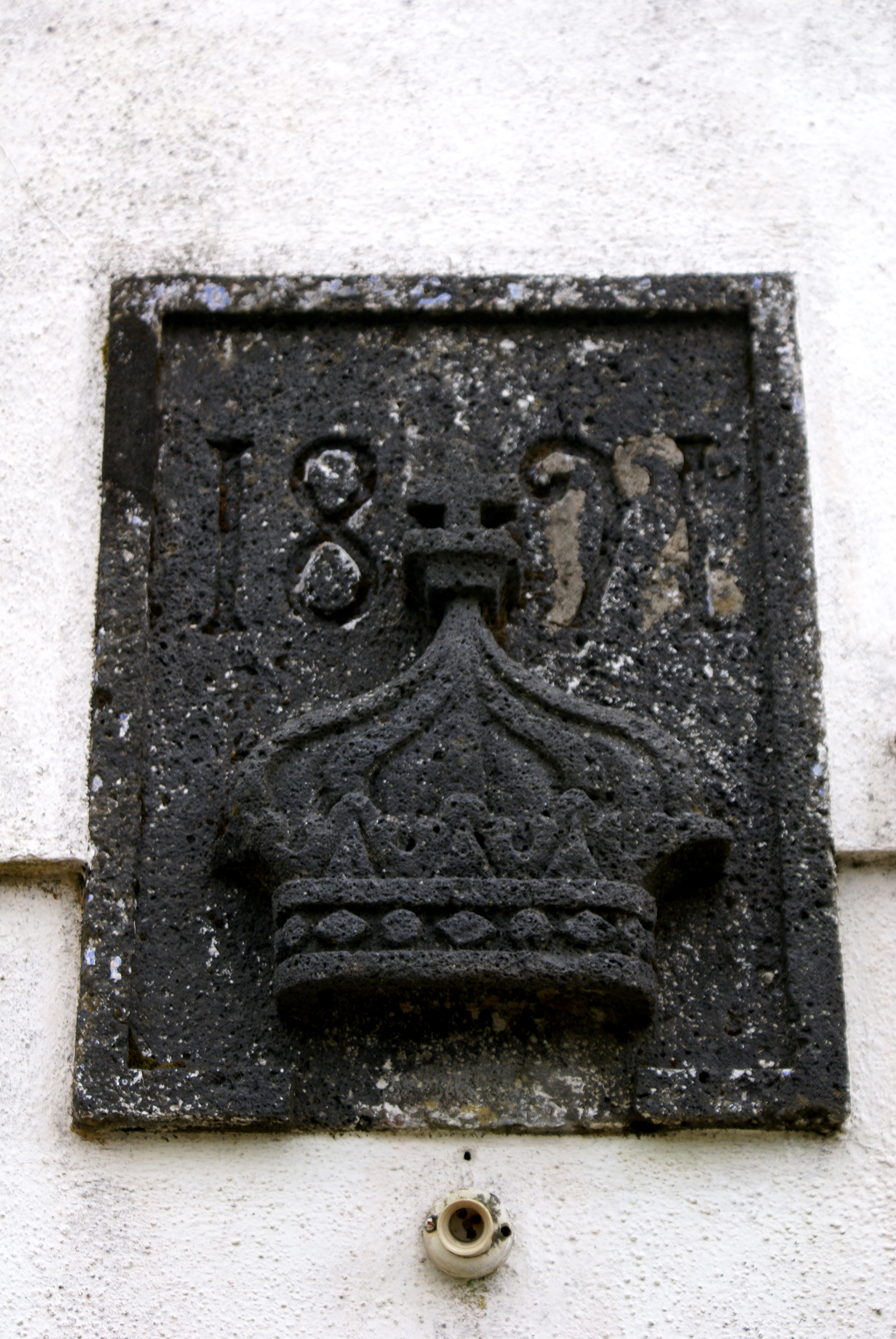
Pedra lavrada com coroa do Espírito Santo e datada de 1891, Império do Espírito Santo do Toledo.

O Império do Espírito Santo de Toledo um Império do Espírito Santo português pertencente à localidade de Toledo, local da freguesia de Santo Amaro, concelho de Velas, ilha de São Jorge e que faz parte do Património Histórico e Religioso da ilha de São Jorge e remonta a 1876.
Este império do Espírito Santo apresenta uma construção com planta de formato quadrangular com um só piso.
Possui dois vãos abertos, um na fachada principal, a porta e outro na fachada lateral esquerda, uma janela.
Na fachada principal, por cima da porta encontra-se uma Coroa do Espírito Santo trabalhada em boa pedra de cantaria.
A construção deste império foi feita em alvenaria de pedra rebocada e caiada a cal de cor branca. A cobertura apresenta-se com duas águas em telha de meia-cana de produção industrial.

## História
A construção do actual edifício é contemporânea da edificação da Ermida de São José (1876) e foi igualmente financiado pelo benemérito da localidade o Dr. José Pereira da Cunha da Silveira e Sousa, homem que igualmente foi responsável pela construção do cemitério público da localidade e pelo igualmente chafariz público.
A história deste império, de grande importância para a comunidade, é deveras curiosa, dado representar a paz do Divino e no entanto ter sido construído para resolver sérias desavenças entre a população do Toledo e a população da freguesia de Santo Amaro, de que o Toledo é corato.
Conta a história deste império que antes de 1876 os habitantes do Toledo por não terem Igreja na localidade eram obrigados a irem às celebrações religiosas ao distante povoado de Santo Amaro, visto serem da área de abrangência dessa paróquia.
Por alturas dos festejos do Espírito Santo cada chefe de família era obrigado a levar 25 Bolos de Véspera para as cerimónias feitas na igreja de Santo Amaro. Assim partiam de madrugada pelos caminhos da serra levando, atravessando o Pico Alto, os bolos e todo o mais que entendiam por necessário para a realização das suas festas. Eram vários quilómetros de sacrifício que nesses recuados anos de 1800 a fé imponha como essencial para levar as almas ao céu.
Quando chegavam a Santo Amaro dirigiam-se para a Igreja onde assistiam à missa e à bênção dos Bolos de Véspera no Império do Espírito de Santo Amaro. Durante a tarde cada pessoa recebia um Bolo de Véspera, e vinho em abundância. Segundo reza a história este vinho está no cerne dos acontecimentos. Os homens rapidamente bebiam de mais e como os habitantes de Santo Amaro entendiam que os do Toledo lhe viam estragar as festas rapidamente os acontecimentos deslizavam para acesas disputas e aguerridos combates em que chagavam a haver feridos. O Toledo como era um local de pouca população relativamente a Santo Amaro, quase sempre era o mais sacrificado nestes acontecimentos.
Num desses anos o homens do Toledo decidiram que haviam de resolver a contenda de uma vez. Assim depois da missa e da benzedura dos bolos, já as trindades tinham tocado nos sinos dos campanários começaram as disputas como todos os anos. Os homens do Toledo, que nesse ano tinham-se preparado. Mandaram embora as suas mulheres e crianças e prepararam-se para o que desse e visse.
Segundo reza a história eram orientados por um toledense de nome José da Chã, homem muito forte. Tinham à socapa escondido bordões que rapidamente foram buscar e assim armados enfrentaram os de Santo Amaro que rapidamente foram derrotados e se puseram em fuga, sem antes no entanto terem acantonado o referido José da Chã no seu império, local de onde este fugiu por uma janela.
O homens do Toledo depois de novamente reunidos e com o sabor da vitória na boca dirigiram-se para o Toledo pelo caminho por onde tinham vindo jurando que daquele ano para a frente nunca mais haveriam de ir às festas do Espírito Santo ao Império de Santo Amaro.
Se assim o disseram, assim o fizeram. No ano seguinte nas alturas das festas do Espírito Santo os homens do Toledo puseram mãos à obra e deram início à construção de um rudimentar império do Espírito Santo. Era uma construção simples de 4 paredes de pedra basáltica negra e não rebuçada dotada de um tecto de colmo que perdurou até 1876, data em que o Dr. José Pereira da Cunha da Silveira e Sousa, financiou a actual edificação.